# Li Xiaopeng
Li Xiaopeng, född den 27 juli 1981 i Changsha, Hunan, Kina, är en manlig gymnast som är specialiserad på barr och hopp. Xiaopeng har 16 mästartitlar, vilket är fler än någon annan kinesisk gymnast.
Han tog OS-guld i herrarnas barr och OS-guld i lagmångkampen i samband med de olympiska gymnastiktävlingarna 2000 i Sydney. 
Det blev ett OS-brons i barren vid de olympiska gymnastiktävlingarna 2004 i Aten.
I samband med de olympiska gymnastiktävlingarna 2008 på hemmaplan i Peking tog han återigen OS-guld i herrarnas barr och OS-guld i lagmångkampen.>